# Pavlopetri

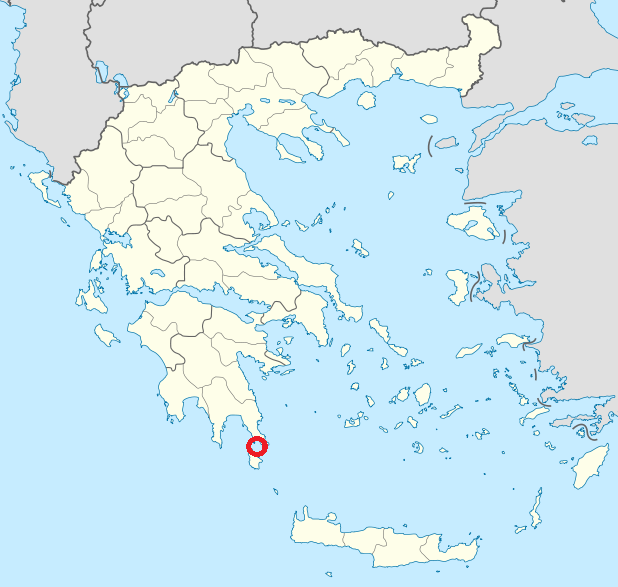
Situación de Pavlopetri.

La ciudad de Pavlopetri, sumergida en la costa sur de Laconia (Grecia), se remonta a unos 5000 años, y es el yacimiento arqueológico sumergido más antiguo. Lo que la hace única es que tiene un planeamiento casi completo, con calles, edificios y tumbas.
Fue descubierta, y trazado el mapa, por Nicholas Flemming. Será la primera ciudad sumergida cartografiada digitalmente en tres dimensiones.
Pavlopetri está en el extremo sudoriental del Peloponeso, en la costa oeste de la península del Cabo Malea. Tiene al menos 15 edificios sumergidos bajo tres o cuatro metros de agua. Los vestigios submarinos reposan a algunos metros de la orilla en la bahía de Vatika (o de Neápolis), muy próxima a la isla de Elafónisos, a excepción de un islote situado a unos 50 metros de la costa.
Los descubrimientos más recientes (en 2009) sólo cubren 9000 metros cuadrados.
Anteriormente, las ruinas fueron datadas en época micénica, concretamente del 1600-1100 a. C. Estudios posteriores demostraron una fecha de ocupación más antigua, como pronto el 2800 a. C, lo que incluye al periodo del Minoico Antiguo de la Edad de Bronce y material transitorio. El mapeo mediante sonar, técnicas desarrolladas por los militares y las organizaciones de prospección petrolífera han ayudado en los trabajos recientes.
Se desconoce cómo se sumergió. El área no fue reconstruida o alterada por la agricultura. Aunque ha sufrido erosión a lo largo de los siglos, el diseño de la ciudad es como era hace miles de años. El sitio arqueológico está actualmente siendo dañado por anclas de barcos de arrastre, por los turistas y por los cazadores de recuerdos.
En gran parte, el campo de trabajo en 2009 fue trazar el mapa del sitio. A partir de octubre de 2009, se previeron cuatro sesiones de trabajo de campo, en colaboración con el gobierno griego, como un proyecto conjunto. Estas sesiones tienen lugar en las excavaciones. La investigación se publicará en su totalidad en 2014.